# In Person (Cannonball Adderley)
In Person è l'undicesimo album live di Julian Cannonball Adderley, pubblicato dalla Capitol Records nel 1968.

## Descrizione
Il disco fu registrato dal vivo a San Francisco in California (Stati Uniti), come ospiti i cantanti Lou Rawls e Nancy Wilson che si esibiscono ognuno con una canzone.

## Tracce
Lato A
1. Rumpelstiltskin – 11:46 (Joe Zawinul)
2. I'd Rather Drink Muddy Water – 5:02 (Eddie Miller)
3. Save Your Love for Me – 4:45 (Buddy Johnson)
4. The Scene – 2:20 (Joe Zawinul, Nat Adderley)

Durata totale: 23:53
Lato B
1. Somewhere – 5:35 (Leonard Bernstein, Stephen Sondheim)
2. The Scavenger – 5:35 (Joe Zawinul)
3. Sweet Emma – 5:16 (Nat Adderley)
4. Zorba – 3:32 (John Kander)

Durata totale: 19:58

## Musicisti
Brani A1, B1, B2, B3 & B4
- Julian Cannonball Adderley - sassofono alto, sassofono soprano
- Nat Adderley - cornetta
- Joe Zawinul - pianoforte
- Victor Gaskin - contrabbasso
- Roy McCurdy - batteria

Brani A2, A3 & A4
- Julian Cannonball Adderley - sassofono alto, sassofono soprano
- Nat Adderley - cornetta
- Joe Zawinul - pianoforte
- Victor Gaskin - contrabbasso
- Roy McCurdy - batteria
- Lou Rawls - voce (nel brano : "I'd Rather Drink Muddy Water")
- Nancy Wilson - voce (nel brano : "Save Your Love For Me")